# Lubovishtë
Lubovishtë (serb. Љубовиште, Ljubovište) – wieś w Kosowie, w regionie Prizren, w gminie Dragaš. W 2011 roku liczyła 773 mieszkańców. 